# دزرت تک اس‌آراس
دزرت تک اس‌آراس (به انگلیسی: با نام کامل Desert Tech Stealth Recon Scout) یک تفنگ تک‌تیراندازی گلنگدنی است که در سال ۲۰۰۸ از سوی شرکت دزرت تک عرضه شده‌است.